# 侏兔
侏兔（學名：Brachylagus idahoensis）是一種生活在北美洲的兔科單型屬動物，也是在美洲兩種會自挖洞穴的兔子之一（另一種是墨西哥的火山兔）。1890年首次在愛達荷州中部被發現。它曾先後被列入兔屬和林兔屬，但事實上與它們都有明顯差別，一般被視為侏兔屬的唯一一種。

## 形體
侏兔是北美洲最小的兔科動物，成獸的平均體重為375至500克（即0.8－1.1磅），體長23.5至29.5公分（即9¼－11½英吋）；雌獸稍小於雄獸。它與其他兔的差別在於其較小的體形、短耳、灰色的體表、短小的後腿，以及尾部沒有白色的毛。

## 生態
侏兔全日皆活動，並以早上中段最為活躍。常見於高大茂密的三齒蒿（Artemisia spp.）叢中。它們全年依靠這種植物提供食物和棲息處。一歲即可繁殖，繁殖季節每年二月開始，七月結束。雌兔每年可生育最多三次，每次平均可生產六隻兔崽。

## 分佈、威脅和保育
歷史上廣泛分佈在美國本土西部大盆地及鄰近的山間地帶半乾燥的灌木乾草原地區，即蒙大拿州、愛達荷州、懷俄明州、猶他州、內華達州、加利福尼亞州、俄勒岡州和華盛頓州的一部份。
此種受到了棲地受損、捕獵（其天敵包括郊狼、美洲獾、長尾鼬、短尾貓、大雕鴞、長耳鴞、灰澤鵟、渡鴉、王鵟和赤狐）、疾病、基因多樣性消失等因素的威脅。最後一隻純種的、只分佈於華盛頓州道格拉斯縣（歷史上還包括格蘭特縣、林肯縣、亞當斯縣和本頓縣）的哥倫比亞河流域種群雄性個體，2006年3月20日死於波特蘭的俄勒岡動物園。一項由動物園方面、華盛頓州立大學和西北野生動物園主持的混種計劃正嘗試把雌性個體與愛達荷種群繁殖，以維持血統。

## 狀況表述
此種在美國哥倫比亞河流域的種群雖然在2003年被聯邦政府列為瀕危物種（化石證據顯示它在全新世早期因氣候因素而與其他種群分開），但世界自然保護聯盟則把它列為低危物種。這是因為哥倫比亞河種群是一個孑遺生物，其基因的特點顯示它正在形成新的亞種，而IUCN只以整個品種作考慮。
2007年9月26日，美國聯邦地區法院法官愛德華·洛吉（Edward Lodge）就 Western Watersheds Project 等環保組織起訴美國內政部部長蓋爾·諾頓和美國魚類及野生動物管理局的案件中作出提前判決，把魚類及野生動物管理局否決原告要求把侏兔列為瀕危或易危物種的九十天裁決發回。
裁決要求漁業暨野生動物局在判決發出後九十天內制訂一份新的九十天裁決。2008年1月8日，原告成功爭取局方進行狀況審查。

## 外部連結
- 華盛頓州魚類和野生動物廳，Wildlife At Risk: Pygmy Rabbit，2007年3月。
- 華盛頓州立大學，Endangered Pygmy Rabbits Return to the Wild（附圖及錄影片段）
- Captive breeding program offers hope for country's smallest native rabbit，Fish and Wildlife Science雜誌關於圈養計劃的文章（附圖及錄影片段），2001年9月。